# Partit Agrari Ambientalista
Partit Agrari Ambientalista (albanès Partia Agrare Ambientaliste, PAA) és un partit polític d'Albània fundat el 1991 i dirigit per Lüfter Xhuveli. Inicialment, el partit va ser conegut com a Partit Agrari d'Albània (Partia Agrare e Shqipërisë), fins que el 2003 va canviar el nom. Es tracta d'un partit reformista que dona suport al sistema econòmic de lliure mercat.
A les eleccions legislatives albaneses de 1997 va obtenir un dels escons a la circumscripció d'un sol membre, però cap dels escons proporcionals, amb un total del 0,65% dels vots. El 1998 Xhuveli fou nomenat ministre d'agricultura. A les eleccions legislatives albaneses de 2001 va rebre el 2,6% dels vots i tres escons en el Parlament: Lüfter Xhuveli, Ndue Preko i Refat Dervina. El febrer 2002, sota el govern de Majko, Xhuveli fou nomenat ministre de medi ambient, però el 2003 va presentar la dimissió a Fatos Nano. A les eleccions locals de 2003 es presentà en aliança amb el Partit Socialista d'Albània en algunes àrees. El PAA-PSA va guanyar en tres municipis.
A les eleccions de 2005 va rebre 88.605 vots (el 6,5%) i 4 escons. A les eleccions de 2009 va obtenir 13.296 vots (0,88%) i cap escó.

## Resultats electorals
| Any  | Vots                 | %                    | Escons               | +/-                  | Govern               |
| ---- | -------------------- | -------------------- | -------------------- | -------------------- | -------------------- |
| 1991 | 1,379                | 0.07                 | 0 / 140              | =                    | Oposició             |
| 1992 | No hi van participar | No hi van participar | No hi van participar | No hi van participar | No hi van participar |
| 1996 | No hi van participar | No hi van participar | No hi van participar | No hi van participar | No hi van participar |
| 1997 | 10,421               | 0.80                 | 1 / 155              | 1                    | Coalició             |
| 2001 | 34,247               | 2.61                 | 3 / 140              | 2                    | Coalició             |
| 2005 | 89,635               | 6.56                 | 4 / 140              | 1                    | Coalició             |
| 2009 | 13,296               | 0.88                 | 0 / 140              | 4                    | Coalició             |
| 2013 | 2,640                | 0.15                 | 0 / 140              | =                    | Oposició             |
| 2017 |                      | No hi van participar | No hi van participar | No hi van participar | No hi van participar |
| 2021 | Dins del PD-AN       | Dins del PD-AN       | 1 / 140              | 1                    | Oposició             |
| 2025 | Dins de l'ASHM       | Dins de l'ASHM       | 1 / 140              | =                    | Oposició             |